# Sparparadoxon

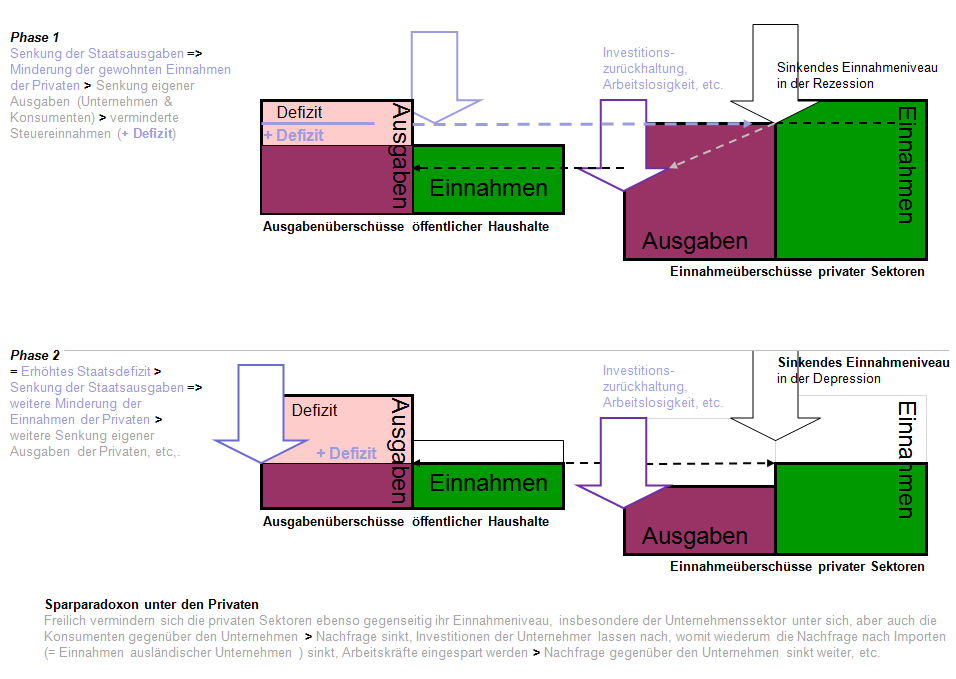
Das Sparparadoxon resultiert aus wechselseitigen Ausgabenreduktionen und insofern Verringerung der Anderen Einnahmen, die ihrerseits wiederum danach trachten sich liquide zu halten bzw. vorsichtshalber Liquiditätsreserven zu erhöhen beginnen. Beispielgebend waren Weltwirtschafts- und Deutsche Bankenkrise in den 1930ern.

Das Sparparadoxon (englisch paradox of thrift) besagt, dass es den Wirtschaftssubjekten in ihrer Gesamtheit nicht möglich sei, wegen erhöhter Sparbemühungen die gewohnte Höhe ihrer Einnahmen zu erhalten. Beim Sparparadoxon handelt es sich um eine Variante des Konkurrenzparadoxons.

## Historische Ursprünge
Anfang des 20. Jahrhunderts beschrieben William Trufant Foster und Waddill Catchings relevante Aspekte der Theorie des Sparparadoxons. Die Güternachfrage durch schuldenfinanzierte Staatsausgaben anzukurbeln, wurde in der Weltwirtschaftskrise aufgegriffen. Eine historisch relevante Beschreibung in einem Gedankenexperiment findet sich jedoch schon bei Bernard Mandeville in dessen Bienenfabel, in der er aus einer Entscheidung zur Austerität einen volkswirtschaftlichen Niedergang herleitet.

## Das Sparparadoxon bei Keynes
Auch John Maynard Keynes zufolge bedeutet ein Konsumverzicht, also das Sparen der Haushalte, für die Unternehmen einen Rückgang der Nachfrage. Sie reduzieren die Produktion (und reduzieren weitere Investitionen) und lösen einen negativen Multiplikatorprozess aus. Das gesamtwirtschaftliche Einkommen sinkt, und zwar stärker als der ursprüngliche Rückgang des Konsums.
Während eine einzelne Person jederzeit ihre Ausgaben für den Konsum reduzieren und damit ihre Ersparnisse erhöhen kann, ist das für alle Personen in einer Ökonomie nicht möglich. Denn jeder, der seine Ausgaben reduziert, senkt damit die Einnahmen der anderen Personen. Sobald alle weniger konsumieren, sinken Produktion und Einkommen in der Volkswirtschaft. Zusätzlich gehen auch die Investitionen zurück, so dass das gemeinsame Sparen beim Konsum die Ersparnis in der Ökonomie nicht nur nicht erhöht, sondern sogar noch senkt.

## Das Sparparadoxon nach der Saldenmechanik

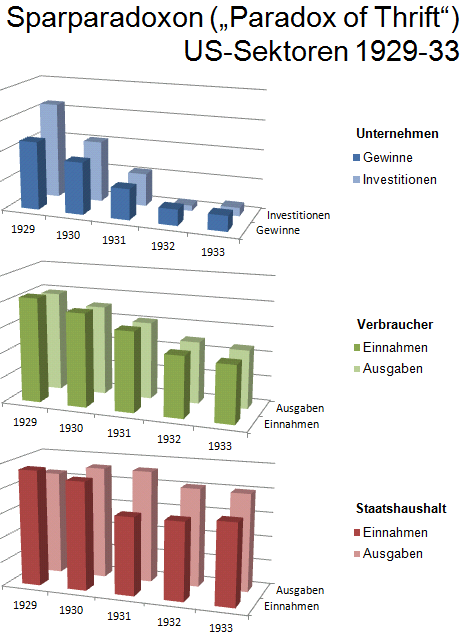
Beispiel: US-Sektoren 1929–33

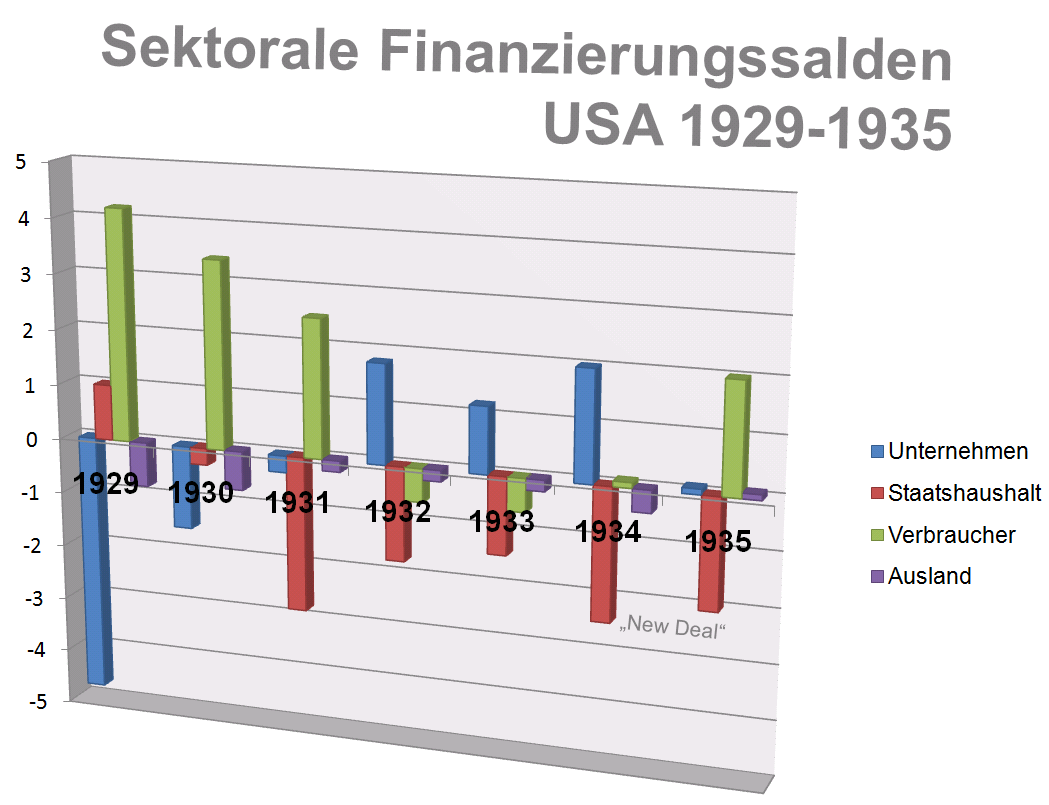
Beispiel: Sektorale Salden (netto)
USA 1929–35

Das Sparparadoxon lässt sich formal am besten in den Begriffen der von Wolfgang Stützel entwickelten Saldenmechanik als Kreislaufparadoxon beschreiben. Dabei geht es um Sparen durch die Kürzung der Ausgaben, was für den Einzelnen immer zu einem Einnahmeüberschuss, also einer Ersparnis von Geld führt. Sobald aber die Gesamtheit (im Sinne von jeder Einzelne) an den Ausgaben spart, sinken nur die Einnahmen in der Ökonomie:
PartialsatzFür einzelne Wirtschaftsteilnehmer oder eine Partialgruppe von Wirtschaftsteilnehmern gilt: Je geringer die Ausgaben, desto größer der Einnahmeüberschuss.
GrößenmechanikDer Ausgabenrückgang einer Partialgruppe von Wirtschaftsteilnehmern kann nur dann zu einem Einnahmeüberschuss führen, wenn die Komplementärgruppe einen Ausgabenüberschuss vor- bzw. hinnimmt.
GlobalsatzEin allgemeiner Ausgabenrückgang führt für die Gesamtheit immer zu einem Einnahmerückgang und nie zu einem Einnahmeüberschuss.

## Kritik
Gemäß der Österreichischen Schule sowie der neoklassischen Theorie könne kein Sparparadoxon entstehen. Dabei wird davon ausgegangen, dass ein Überangebot an Kapital, aufgrund des Ausgabenverzichtes der einzelnen Wirtschaftshaushalte und damit einer Erhöhung von freier Liquidität, die Kreditzinsen derart vergünstigen, dass dies ausreichend Anreiz zu kreditfinanzierten Investitionen sowie zu Konsumkrediten darstelle, sodass ex post jeder Einnahmeüberschuss durch zumindest einen anderen (kreditaufnehmenden) Wirtschaftsakteur in gleicher Höhe an die Realwirtschaft ausgegeben würde, dem Sayschen Gesetz entsprechend – ein wirtschaftliches Ungleichgewicht aufgrund von erhöhtem Sparaufkommen könne niemals auftreten.